# Brasil Tennis Series 2013
Il Brasil Tennis Series 2013 è stato un torneo di tennis facente parte della categoria ITF Women's Circuit nell'ambito dell'ITF Women's Circuit 2013. Il torneo si è giocato a Campos do Jordão in Brasile dal 15 al 21 luglio 2013 su campi in cemento e aveva un montepremi di 25 000 $.

## Vincitrici

### Singolare
Paula Cristina Gonçalves ha battuto in finale  María Irigoyen con il punteggio di 3–6, 7–5, 6–1

### Doppio
Paula Cristina Gonçalves /  María Irigoyen hanno battuto in finale  María Fernanda Álvarez Terán /  Maria Fernanda Alves con il punteggio di 7–5, 6–3